# Re-Animator (Band)
Re-Animator war eine Thrash-Metal-Band aus Hull, England, die im Jahre 1988 gegründet wurde und sich im Jahre 1992 wieder auflöste.

## Geschichte
Die Band wurde im Jahre 1988 von Sänger und Gitarrist Kevin Ingleson, Gitarrist Mike „Dis-Able“ Abel, Bassist John Hanson und Schlagzeuger Mark Mitchell gegründet. Im März desselben Jahres nahm die Band in den Animal Tracks Studios in Hull das erste Demo auf. Session-Sänger war dabei zudem Tony Calvert (Tortoise Corpse). Durch das Demo erhielten sie verstärkt Aufmerksamkeit und erreichten einen Vertrag bei dem Label Under One Flag (Sub-Label von Music for Nations). Ian, der Bassist der Thrash-Metal-Band Acid Reign, war maßgeblich an dem Zustandekommen des Vertrages beteiligt, da dieser das Demo an das Label weiterreichte.
Im Jahre 1989 veröffentlichten sie bei dem Label die EP Deny Reality. Es folgten Touren zusammen mit Bands wie Exodus, Acid Reign und Nuclear Assault. Manager der Band wurde zunächst Martin Hooker, Besitzer des Labels. Sein Nachfolger wurde dann Paul Loasby (Manager von Nuclear Assault).
Im Jahre 1990 veröffentlichte die Band mit Condemned to Eternity ihr erstes Album. Das zweite Album folgte mit Laughing bereits im Folgejahr. Im Anschluss daran verließen Sänger/Gitarrist Kevin Ingleson und Gitarrist Mike Abel die Band. Lee Robinson wurde neuer Sänger und Adam Clarke und Grahame Dixon wurden die neuen Gitarristen der Band. Im Jahre 1992 veröffentlichte sie mit That was Then...This is Now ihr drittes und letztes Album. Die Band löste sich im selben Jahr auf und die Bandmitglieder widmeten sich anderen musikalischen Projekten.

## Stil
Die früheren Werke der Band werden als klassischer Thrash Metal beschrieben. Die späteren Werke hingegen weisen einen experimentelleren Charakter auf und sind nur schwer eindeutig einem Genre zuzuordnen. Vor allem die späteren Alben weisen einen stärkeren Einfluss der New Wave of British Heavy Metal auf.

## Diskografie
- 1988: Demo 1988 (Demo, Eigenveröffentlichung)
- 1989: Deny Reality (EP, Under One Flag)
- 1990: Condemned to Eternity (Album, Under One Flag)
- 1991: Laughing (Album, Under One Flag)
- 1992: That was Then...This is Now (Album, Under One Flag)